# Apocolotois smirnovi
Apocolotois smirnovi là một loài bướm đêm trong họ Geometridae.